# 氟乙烷
氟乙烷是一种氟代烃。

## 制备
氟乙烷可通过使乙烯与氢氟酸反应或通过使氯乙烷与氟化银反应而成。 
{\displaystyle \mathrm {C_{2}H_{4}+HF\longrightarrow C_{2}H_{5}F} }
{\displaystyle \mathrm {C_{2}H_{5}Cl+AgF\longrightarrow C_{2}H_{5}F+AgCl} }

## 用处
氟乙烷可以用作制冷剂， 但由于其性能，实际上没有工业上的重要性。 

## 危险性
氟乙烷与空气形成爆炸性混合物。 